# Кокузово
Кокузово — деревня в Туринском городском округе Свердловской области России.

## Географическое положение
Кокузово расположено в 9 километрах к северо-западу от города Туринска (по автодороге — 10 километров), на правом берегу реки Туры.

## Население
| 2002 | 2010 | 2021 |
| ---- | ---- | ---- |
| 180  | ↘128 | ↘87  |